# Arkiv for Dansk Litteratur
Arkiv for Dansk Litteratur (ADL) er et omfattende og frit tilgængeligt referencebibliotek og webarkiv for den klassiske danske litteratur og indeholder tekst- og faksimileudgaver af en lang række vigtige ældre danske forfatterskaber. Teksterne er søgbare og kan downloades i en pdf-udgave.
ADLs websted er udarbejdet i samarbejde mellem Det Kongelige Bibliotek og Det Danske Sprog- og Litteraturselskab (DSL). Hjemmesiden lanceredes i efteråret 2002 som en del af et femårigt projekt med støtte fra Danmarks Elektroniske Fag- og Forskningsbibliotek (DEFF). ADL vedligeholdes og opdateres løbende.

## Indhold
ADL's indhold strækker sig kronologisk tilbage til Saxo (1100-tallet). I 2008 blev 8 forfatterskaber føjet til det oprindelige udvalg med Gustaf Munch-Petersen (død i 1938) som den nyeste forfatter. Herved blev det samlede antal bragt op på 78 forfattere og 167.000 sider.
Forfatterne er udvalgte af DSL, som også har udvalgt standardudgaverne af værkerne.
Alle ADL's tekster findes i faksimileudgave og pdf-udgave og et flertal endvidere i en OCR-genereret, søgbar tekstudgave. Til de fleste forfatterskaber er knyttet introducerende portrætter, fremstillet af eksperter med specialviden inden for det enkelte forfatterskab. Hjemmesiden forbedres løbende med adgang til forskellige andre relevante ressourcer som noder og håndskrifter.
Indholdet er pt. (2018) baseret på tekst fra følgende værker:
- Jeppe Aakjær: Samlede Værker, Gyldendal, 1918-19. Læs teksten: bind 1 Arkiveret 28. april 2018 hos  Wayback Machine, bind 2 Arkiveret 28. april 2018 hos  Wayback Machine, bind 3 Arkiveret 28. april 2018 hos  Wayback Machine, bind 4 Arkiveret 28. april 2018 hos  Wayback Machine, bind 5 Arkiveret 28. april 2018 hos  Wayback Machine, bind 6 Arkiveret 28. april 2018 hos  Wayback Machine, bind 7 Arkiveret 28. april 2018 hos  Wayback Machine, bind 8 Arkiveret 28. april 2018 hos  Wayback Machine,
- Emil Aarestrup: Samlede Skrifter I, C. A. Reitzel, 1976. Læs teksten: bind 1 Arkiveret 28. april 2018 hos  Wayback Machine, bind 2 Arkiveret 28. april 2018 hos  Wayback Machine, bind 3 Arkiveret 28. april 2018 hos  Wayback Machine, bind 4 Arkiveret 28. april 2018 hos  Wayback Machine, bind 5 Arkiveret 28. april 2018 hos  Wayback Machine, bind 6 Arkiveret 28. april 2018 hos  Wayback Machine
- Emil Aarestrup: Udvalgte digte, Borgen, 1999. Læs teksten Arkiveret 28. april 2018 hos  Wayback Machine
- H. C. Andersen: De to Baronesser, Borgen, 1997. Læs teksten Arkiveret 28. april 2018 hos  Wayback Machine
- H. C. Andersen: Eventyr, C. A. Reitzel, 1990. Læs teksten:  bind 1 Arkiveret 28. april 2018 hos  Wayback Machine, bind 2 Arkiveret 28. april 2018 hos  Wayback Machine, bind 3 Arkiveret 28. april 2018 hos  Wayback Machine, bind 4 Arkiveret 28. april 2018 hos  Wayback Machine, bind 5 Arkiveret 28. april 2018 hos  Wayback Machine, bind 6 Arkiveret 28. april 2018 hos  Wayback Machine, bind 7 Arkiveret 28. april 2018 hos  Wayback Machine,
- H. C. Andersen: Fodreise, Borgen, 1986. Læs teksten Arkiveret 28. april 2018 hos  Wayback Machine
- H. C. Andersen: I Spanien, Borgen, 2005. Læs teksten Arkiveret 28. april 2018 hos  Wayback Machine
- H. C. Andersen: I Sverrig, Borgen, 2003. Læs teksten Arkiveret 28. april 2018 hos  Wayback Machine
- H. C. Andersen: I Sverrig, Borgen, 2003. Læs teksten Arkiveret 28. april 2018 hos  Wayback Machine
- H. C. Andersen: Improvisatoren, Borgen, 1991. Læs teksten Arkiveret 28. april 2018 hos  Wayback Machine
- H. C. Andersen: Kun en Spillemand, Borgen, 1988. Læs teksten Arkiveret 28. april 2018 hos  Wayback Machine
- H. C. Andersen: Lykke-Peer, Borgen, 2001. Læs teksten Arkiveret 28. april 2018 hos  Wayback Machine
- H. C. Andersen: O.T, Borgen, 1987. Læs teksten Arkiveret 28. april 2018 hos  Wayback Machine
- H. C. Andersen: Skyggebilleder, Borgen, 1986. Læs teksten Arkiveret 28. april 2018 hos  Wayback Machine
- H. C. Andersen: »At være eller ikke være.«, Borgen, 2001. Læs teksten Arkiveret 28. april 2018 hos  Wayback Machine
- Anders Arrebo: Samlede Skrifter I, Munksgaard, 1965-83.. Læs teksten: bind 1 Arkiveret 28. april 2018 hos  Wayback Machine, bind 2 Arkiveret 28. april 2018 hos  Wayback Machine, bind 3 Arkiveret 28. april 2018 hos  Wayback Machine, bind 4 Arkiveret 28. april 2018 hos  Wayback Machine
- Carl Bagger: Udvalgte Skrifter, 1928. Læs teksten Arkiveret 28. april 2018 hos  Wayback Machine
- Jens Baggesen: Eventyr og Fortællinger, 1889-1903. Læs teksten Arkiveret 28. april 2018 hos  Wayback Machine
- Jens Baggesen: Jens Baggesens Poetiske Skrifter, 1889-1903. Læs teksten: bind 3 Arkiveret 28. april 2018 hos  Wayback Machine, bind 4 Arkiveret 28. april 2018 hos  Wayback Machine, bind 5 Arkiveret 28. april 2018 hos  Wayback Machine
- Jens Baggesen: Labyrinten, Gyldendal, 1971. Læs teksten Arkiveret 28. april 2018 hos  Wayback Machine
- Jens Baggesen: Riimbreve og Epistler, 1889-1903. Læs teksten Arkiveret 28. april 2018 hos  Wayback Machine
- Herman Bang: Fædra, J.H. Schubothes boghandel, 1883. Læs teksten Arkiveret 28. april 2018 hos  Wayback Machine
- Herman Bang: Ludvigsbakke, Borgen, 1986. Læs teksten Arkiveret 28. april 2018 hos  Wayback Machine
- Herman Bang: Realisme og realiteter / Kritiske Studier og Udkast, Borgen, 2001. Læs teksten Arkiveret 28. april 2018 hos  Wayback Machine
- Herman Bang: Stuk, Borgen, 1987. Læs teksten Arkiveret 28. april 2018 hos  Wayback Machine
- Herman Bang: Tine, Borgen, 1986. Læs teksten Arkiveret 28. april 2018 hos  Wayback Machine
- Herman Bang: Værker i Mindeudgave 1, Gyldendal, 1920-1921. Læs teksten: bind 1 Arkiveret 28. april 2018 hos  Wayback Machine, bind 2 Arkiveret 28. april 2018 hos  Wayback Machine, bind 3 Arkiveret 28. april 2018 hos  Wayback Machine, bind 4 Arkiveret 28. april 2018 hos  Wayback Machine, bind 5 Arkiveret 28. april 2018 hos  Wayback Machine, bind 6 Arkiveret 28. april 2018 hos  Wayback Machine
- Vilhelm Bergsøe: Fra Piazza del Popolo · I-III Novelle-Cyclus, Borgen, 1988. Læs teksten Arkiveret 28. april 2018 hos  Wayback Machine
- Vilhelm Bergsøe: Fra Piazza del Popolo · II Novelle-Cyclus, Borgen, 1988. Læs teksten Arkiveret 28. april 2018 hos  Wayback Machine
- Vilhelm Bergsøe: Poetiske Skrifter bind I, 1905-. Læs teksten: bind 1 Arkiveret 28. april 2018 hos  Wayback Machine, bind 2 Arkiveret 28. april 2018 hos  Wayback Machine, bind 3 Arkiveret 28. april 2018 hos  Wayback Machine, bind 4 Arkiveret 28. april 2018 hos  Wayback Machine, bind 5, bind 6 Arkiveret 28. april 2018 hos  Wayback Machine, bind 7 Arkiveret 28. april 2018 hos  Wayback Machine
- Charlotta Dorothea Biehl: Den listige Optrækkerske, 1765. Læs teksten Arkiveret 28. april 2018 hos  Wayback Machine
- Charlotta Dorothea Biehl: Mit ubetydelige Levnets Løb, Museum Tusculanum, 1986. Læs teksten Arkiveret 28. april 2018 hos  Wayback Machine
- Charlotta Dorothea Biehl: Moralske Fortællinger, 1761-1805, Borgen, 1993. bind 1 Arkiveret 28. april 2018 hos  Wayback Machine, bind 2 Arkiveret 28. april 2018 hos  Wayback Machine, bind 3 Arkiveret 28. april 2018 hos  Wayback Machine, bind 4 Arkiveret 28. april 2018 hos  Wayback Machine, bind 5 Arkiveret 28. april 2018 hos  Wayback Machine
- Steen Steensen Blicher: Steen Steensen Blicher Digte og Noveller I, 1946. Læs teksten: bind 1 Arkiveret 28. april 2018 hos  Wayback Machine, bind 2 Arkiveret 28. april 2018 hos  Wayback Machine
- Steen Steensen Blicher: Noveller, Borgen, 1991. Læs teksten Arkiveret 28. april 2018 hos  Wayback Machine
- Steen Steensen Blicher: Udvalgte Værker, Gyldendal, 1982-83. bind 4 Arkiveret 28. april 2018 hos  Wayback Machine, bind 5 Arkiveret 28. april 2018 hos  Wayback Machine, bind 6 Arkiveret 28. april 2018 hos  Wayback Machine, bind 7 Arkiveret 28. april 2018 hos  Wayback Machine
- Anders Bording: Anders Bording Samlede Skrifter. Den Danske Mercurius, 1984-86. Læs teksten Arkiveret 28. april 2018 hos  Wayback Machine
- Anders Bording: Digte, 1984-86. Læs teksten Arkiveret 28. april 2018 hos  Wayback Machine
- Tycho Brahe: Brevdigt til Erik Lange, Læs teksten Arkiveret 28. april 2018 hos  Wayback Machine
- Tycho Brahe: Fragment Si quid agat ., Læs teksten Arkiveret 28. april 2018 hos  Wayback Machine
- Tycho Brahe: Gravskrift over dødfødt tvillingebror, Læs teksten Arkiveret 28. april 2018 hos  Wayback Machine
- Tycho Brahe: In Uraniam elegia autoris Fra 'De Nova Stella', 1573. , Læs teksten Arkiveret 28. april 2018 hos  Wayback Machine
- Tycho Brahe: Indskrift på et ur på Stjerneborg, Tempora circuitu, Læs teksten Arkiveret 28. april 2018 hos  Wayback Machine
- Tycho Brahe: Indskrift: "Urania hæc ..." fra Stjerneborg, Læs teksten Arkiveret 28. april 2018 hos  Wayback Machine
- Tycho Brahe: Tycho Brahe lusit hæc cum Sophia... [2 epigrammer om Sophie Brahe og Erik Lange], Læs teksten Arkiveret 28. april 2018 hos  Wayback Machine
- Tycho Brahe: Tychonis Brahe Dani opera omnia, bind 1, 1913-29. Læs teksten: bind 1 Arkiveret 28. april 2018 hos  Wayback Machine, bind 2 Arkiveret 28. april 2018 hos  Wayback Machine, bind 3 Arkiveret 28. april 2018 hos  Wayback Machine, bind 4 Arkiveret 28. april 2018 hos  Wayback Machine, bind 5 Arkiveret 28. april 2018 hos  Wayback Machine, bind 6 Arkiveret 28. april 2018 hos  Wayback Machine, bind 7 Arkiveret 28. april 2018 hos  Wayback Machine
- Tycho Brahe: Urania Titani, Læs teksten Arkiveret 28. april 2018 hos  Wayback Machine
- Edvard Brandes: Det Unge Blod Fortælling, 1899. Læs teksten Arkiveret 28. april 2018 hos  Wayback Machine
- Edvard Brandes: En Forlovelse, 1884. Læs teksten Arkiveret 28. april 2018 hos  Wayback Machine
- Edvard Brandes: En Politiker Fortælling, P. G. Philipsen, 1889. Læs teksten Arkiveret 28. april 2018 hos  Wayback Machine
- Edvard Brandes: Et Besøg Skuespil, 1882. Læs teksten Arkiveret 28. april 2018 hos  Wayback Machine
- Edvard Brandes: Et Brud Skuespil, P. G. Philipsens Forlag, 1885. Læs teksten Arkiveret 28. april 2018 hos  Wayback Machine
- Edvard Brandes: Gyngende Grund Skuespil, 1882. Læs teksten Arkiveret 28. april 2018 hos  Wayback Machine
- Edvard Brandes: Holberg Og Hans Scene, Gyldendal, 1898. Læs teksten Arkiveret 28. april 2018 hos  Wayback Machine
- Edvard Brandes: Kærlighed Skuespil, 1887. Læs teksten Arkiveret 28. april 2018 hos  Wayback Machine
- Edvard Brandes: Lykkens Blændværk Fortælling, 1898. Læs teksten Arkiveret 28. april 2018 hos  Wayback Machine
- Edvard Brandes: Lægemidler Skuespil I Tre Akter, 1881. Læs teksten Arkiveret 28. april 2018 hos  Wayback Machine
- Edvard Brandes: Overmagt Skuespil, 1888. Læs teksten Arkiveret 28. april 2018 hos  Wayback Machine
- Edvard Brandes: Udenfor Loven Skuespil, 1902. Læs teksten Arkiveret 28. april 2018 hos  Wayback Machine
- Edvard Brandes: Under Loven, 1891. Læs teksten Arkiveret 28. april 2018 hos  Wayback Machine
- Georg Brandes: Samlede Skrifter, 1899-1910. Læs teksten: bind 1 Arkiveret 28. april 2018 hos  Wayback Machine, bind 2 Arkiveret 28. april 2018 hos  Wayback Machine, bind 3 Arkiveret 28. april 2018 hos  Wayback Machine, bind 4 Arkiveret 28. april 2018 hos  Wayback Machine, bind 5 Arkiveret 28. april 2018 hos  Wayback Machine, bind 6 Arkiveret 28. april 2018 hos  Wayback Machine, bind 7 Arkiveret 28. april 2018 hos  Wayback Machine, bind 8 Arkiveret 28. april 2018 hos  Wayback Machine, bind 9 Arkiveret 28. april 2018 hos  Wayback Machine, bind 10 Arkiveret 28. april 2018 hos  Wayback Machine, bind 11 Arkiveret 28. april 2018 hos  Wayback Machine, bind 12 Arkiveret 28. april 2018 hos  Wayback Machine, bind 13 Arkiveret 28. april 2018 hos  Wayback Machine, bind 14 Arkiveret 28. april 2018 hos  Wayback Machine, bind 15 Arkiveret 28. april 2018 hos  Wayback Machine, bind 16 Arkiveret 28. april 2018 hos  Wayback Machine, bind 17 Arkiveret 28. april 2018 hos  Wayback Machine, bind 18 Arkiveret 28. april 2018 hos  Wayback Machine
- Hans Adolph Brorson: Samlede skrifter, 1951-56. Læs teksten: bind 1 Arkiveret 28. april 2018 hos  Wayback Machine, bind 2 Arkiveret 28. april 2018 hos  Wayback Machine, bind 3 Arkiveret 28. april 2018 hos  Wayback Machine
- Malthe Conrad Bruun: Aristokraternes Catechismus, 1945. Læs teksten Arkiveret 28. april 2018 hos  Wayback Machine
- Ludvig Bødtcher: Samlede Digte, 1940. Læs teksten Arkiveret 28. april 2018 hos  Wayback Machine
- Poul Chievitz: Fra Gaden, Borgen, 1991. Læs teksten Arkiveret 28. april 2018 hos  Wayback Machine
- Sophus Claussen: Antonius i Paris Valfart, Borgen[], 1990. Læs teksten Arkiveret 28. april 2018 hos  Wayback Machine
- Sophus Claussen: Lyrik,  ; Gyldendal, 1982-. Læs teksten: bind 1 Arkiveret 28. april 2018 hos  Wayback Machine, bind 2 Arkiveret 28. april 2018 hos  Wayback Machine, bind 3 Arkiveret 28. april 2018 hos  Wayback Machine, bind 4 Arkiveret 28. april 2018 hos  Wayback Machine, bind 5 Arkiveret 28. april 2018 hos  Wayback Machine, bind 6 Arkiveret 28. april 2018 hos  Wayback Machine, bind 7 Arkiveret 28. april 2018 hos  Wayback Machine, bind 8 Arkiveret 28. april 2018 hos  Wayback Machine, bind 9,1 Arkiveret 28. april 2018 hos  Wayback Machine, bind 9,2 Arkiveret 28. april 2018 hos  Wayback Machine
- Sophus Claussen: Unge Bander, Borgen, 1986. Læs teksten Arkiveret 28. april 2018 hos  Wayback Machine
- Ernesto Dalgas: Dommedags Bog, Borgen, 1996. Læs teksten Arkiveret 28. april 2018 hos  Wayback Machine
- Ernesto Dalgas: Lidelsens Vej, Borgen, 1993. Læs teksten Arkiveret 28. april 2018 hos  Wayback Machine
- Holger Drachmann: En Overkomplet, Borgen, 1987. Læs teksten Arkiveret 28. april 2018 hos  Wayback Machine
- Holger Drachmann: Forskrevet, Borgen, 2000. Læs teksten Arkiveret 28. april 2018 hos  Wayback Machine
- Holger Drachmann: Samlede Poetiske Skrifter Første Bind, 1906-1909. Læs teksten: bind 1 Arkiveret 28. april 2018 hos  Wayback Machine, bind 2 Arkiveret 28. april 2018 hos  Wayback Machine, bind 3 Arkiveret 28. april 2018 hos  Wayback Machine, bind 4 Arkiveret 28. april 2018 hos  Wayback Machine, bind 5 Arkiveret 28. april 2018 hos  Wayback Machine, bind 6 Arkiveret 28. april 2018 hos  Wayback Machine, bind 7 Arkiveret 28. april 2018 hos  Wayback Machine, bind 8 Arkiveret 28. april 2018 hos  Wayback Machine, bind 9 Arkiveret 28. april 2018 hos  Wayback Machine, bind 10 Arkiveret 28. april 2018 hos  Wayback Machine, bind 11 Arkiveret 28. april 2018 hos  Wayback Machine, bind 12 Arkiveret 28. april 2018 hos  Wayback Machine
- Johannes Ewald: Herr Panthakaks Historie Levnet og Meeninger, Borgen, 1988. Læs teksten Arkiveret 28. april 2018 hos  Wayback Machine
- Johannes Ewald: Udvalgte digte, Borgen, 1999. Læs teksten Arkiveret 28. april 2018 hos  Wayback Machine
- Johannes Ewald: Samlede skrifter, Gyldendal, (1969). Læs teksten: bind 1 Arkiveret 28. april 2018 hos  Wayback Machine, bind 2 Arkiveret 28. april 2018 hos  Wayback Machine, bind 3 Arkiveret 28. april 2018 hos  Wayback Machine, bind 4 Arkiveret 28. april 2018 hos  Wayback Machine
- Christian Falster: Lærdoms Lystgaard, 1919-20. Læs teksten: bind 1 Arkiveret 28. april 2018 hos  Wayback Machine, bind 2 Arkiveret 28. april 2018 hos  Wayback Machine, bind 3 Arkiveret 28. april 2018 hos  Wayback Machine, bind 4 Arkiveret 28. april 2018 hos  Wayback Machine, bind 5 Arkiveret 28. april 2018 hos  Wayback Machine
- Mathilde Fibiger: Clara RaphaelMinona, Borgen, 1994. Læs teksten Arkiveret 28. april 2018 hos  Wayback Machine
- Mathilde Fibiger: En Skitzze efter det virkelige Liv, 1853. Læs teksten Arkiveret 28. april 2018 hos  Wayback Machine
- Mathilde Fibiger: Hvad er Emancipation?, 1851. Læs teksten Arkiveret 28. april 2018 hos  Wayback Machine
- Mathilde Fibiger: »Et Besøg.« Nye Breve, 1851. Læs teksten Arkiveret 28. april 2018 hos  Wayback Machine
- Karl Gjellerup: Minna, 1889. Læs teksten Arkiveret 28. april 2018 hos  Wayback Machine
- Karl Gjellerup: Møllen, 1896. Læs teksten Arkiveret 28. april 2018 hos  Wayback Machine
- Karl Gjellerup: Romulus. En Novelle, 1883. Læs teksten Arkiveret 28. april 2018 hos  Wayback Machine
- M. A. Goldschmidt: Arvingen, Borgen, 1988. Læs teksten Arkiveret 28. april 2018 hos  Wayback Machine
- M. A. Goldschmidt: Hjemløs I, 1999. Læs teksten Arkiveret 28. april 2018 hos  Wayback Machine
- M. A. Goldschmidt: Hjemløs II, Borgen, 1999. Læs teksten Arkiveret 28. april 2018 hos  Wayback Machine
- M. A. Goldschmidt: Meïr Aron Goldschmidt Poetiske Skrifter, 1896-98. Læs teksten: bind 1 Arkiveret 28. april 2018 hos  Wayback Machine, bind 2 Arkiveret 28. april 2018 hos  Wayback Machine, bind 3 Arkiveret 28. april 2018 hos  Wayback Machine, bind 4 Arkiveret 28. april 2018 hos  Wayback Machine, bind 5 Arkiveret 28. april 2018 hos  Wayback Machine, bind 6 Arkiveret 28. april 2018 hos  Wayback Machine, bind 7 Arkiveret 28. april 2018 hos  Wayback Machine, bind 8 Arkiveret 28. april 2018 hos  Wayback Machine,
- M. A. Goldschmidt: Noveller og andre fortællinger, Borgen, 1994. Læs teksten Arkiveret 28. april 2018 hos  Wayback Machine
- N. F. S. Grundtvig: Samlet Udgave, 1944-1964. Læs teksten: bind 1 Arkiveret 11. august 2020 hos  Wayback Machine, bind 2 Arkiveret 28. april 2018 hos  Wayback Machine
- N. F. S. Grundtvig: Udvalgte Skrifter, Gyldendalske Boghandel, 1904-1909. Læs teksten: bind 1 Arkiveret 28. april 2018 hos  Wayback Machine, bind 2, bind 3 Arkiveret 28. april 2018 hos  Wayback Machine, bind 4 Arkiveret 28. april 2018 hos  Wayback Machine, bind 5 Arkiveret 28. april 2018 hos  Wayback Machine, bind 6 Arkiveret 28. april 2018 hos  Wayback Machine, bind 7 Arkiveret 28. april 2018 hos  Wayback Machine, bind 8 Arkiveret 28. april 2018 hos  Wayback Machine, bind 9 Arkiveret 28. april 2018 hos  Wayback Machine, bind 10 Arkiveret 28. april 2018 hos  Wayback Machine
- T. C. Gyllembourg-Ehrensvärd: Drøm og Virkelighed To Tidsaldre, Borgen, 1986. Læs teksten Arkiveret 28. april 2018 hos  Wayback Machine
- T. C. Gyllembourg-Ehrensvärd: Samlede Skrifter, 1866-67. Læs teksten: bind 1 Arkiveret 28. april 2018 hos  Wayback Machine, bind 2 Arkiveret 28. april 2018 hos  Wayback Machine, bind 3 Arkiveret 28. april 2018 hos  Wayback Machine, bind 4 Arkiveret 28. april 2018 hos  Wayback Machine, bind 5 Arkiveret 28. april 2018 hos  Wayback Machine, bind 6 Arkiveret 28. april 2018 hos  Wayback Machine, bind 7 Arkiveret 28. april 2018 hos  Wayback Machine, bind 8 Arkiveret 28. april 2018 hos  Wayback Machine, bind 9 Arkiveret 28. april 2018 hos  Wayback Machine, bind 10 Arkiveret 28. april 2018 hos  Wayback Machine, bind 11 Arkiveret 28. april 2018 hos  Wayback Machine, bind 12 Arkiveret 28. april 2018 hos  Wayback Machine
- T. C. Gyllembourg-Ehrensvärd: Ægtestand, Dansklærerforeningen/Skov, 1982. Læs teksten Arkiveret 28. april 2018 hos  Wayback Machine
- Carsten Hauch: Udvalgte Skrifter I, 1926-29. Læs teksten Arkiveret 28. april 2018 hos  Wayback Machine
- Carsten Hauch: Et liv genoplevet i erindringen II 1842-49, 1926-29. Læs teksten Arkiveret 28. april 2018 hos  Wayback Machine
- Carsten Hauch: Udvalgte Skrifter III, 1926-29. Læs teksten Arkiveret 28. april 2018 hos  Wayback Machine
- Johanne Luise Heiberg: Et liv genoplevet i erindringen, Gyldendal, 1973-74.. Læs teksten: bind  1 Arkiveret 28. april 2018 hos  Wayback Machine, bind 2 Arkiveret 28. april 2018 hos  Wayback Machine, bind 3 Arkiveret 28. april 2018 hos  Wayback Machine, bind 4 Arkiveret 28. april 2018 hos  Wayback Machine
- Johanne Luise Heiberg: Et Liv Gjenoplevet I Erindringen, 1944. Læs teksten: bind 1 Arkiveret 28. april 2018 hos  Wayback Machine, bind 2 Arkiveret 28. april 2018 hos  Wayback Machine, bind 3 Arkiveret 28. april 2018 hos  Wayback Machine, bind 4 Arkiveret 28. april 2018 hos  Wayback Machine
- Johan Ludvig Heiberg: Dramatik i udvalg, Borgen, 2000. Læs teksten Arkiveret 28. april 2018 hos  Wayback Machine
- Johan Ludvig Heiberg: Nye Digte 1841, Borgen, 1990. Læs teksten Arkiveret 28. april 2018 hos  Wayback Machine
- Johan Ludvig Heiberg: Poetiske skrifter, 1931-32. Læs teksten: bind 1 Arkiveret 28. april 2018 hos  Wayback Machine, bind 2 Arkiveret 28. april 2018 hos  Wayback Machine, bind 3 Arkiveret 28. april 2018 hos  Wayback Machine
- P. A. Heiberg: Udvalgte Skrifter, 1884. Læs teksten Arkiveret 28. april 2018 hos  Wayback Machine
- Poul Helgesen: Skrifter Af Paulus Helie, 1932-1948. Læs teksten: bind 1 Arkiveret 28. april 2018 hos  Wayback Machine, bind 2 Arkiveret 28. april 2018 hos  Wayback Machine, bind 3 Arkiveret 28. april 2018 hos  Wayback Machine, bind 4 Arkiveret 28. april 2018 hos  Wayback Machine, bind 5 Arkiveret 28. april 2018 hos  Wayback Machine
- Poul Helgesen: Skrifter, 1932-1948. Læs teksten Arkiveret 28. april 2018 hos  Wayback Machine
- Henrik Hertz: Blandede Digte, 1851-1862. Læs teksten Arkiveret 28. april 2018 hos  Wayback Machine
- Henrik Hertz: Digte fra forskellige Perioder, 1851-62.. Læs teksten Arkiveret 28. april 2018 hos  Wayback Machine
- Henrik Hertz: Digte fra forskjellige Perioder, 1851-62.. Læs teksten Arkiveret 28. april 2018 hos  Wayback Machine
- Henrik Hertz: Dramatiske Værker, 1897. Læs teksten Arkiveret 28. april 2018 hos  Wayback Machine
- Henrik Hertz: Dramatiske Værker, 1897. Læs teksten Arkiveret 28. april 2018 hos  Wayback Machine
- Henrik Hertz: Stemninger og Tilstande, 1839. Læs teksten Arkiveret 28. april 2018 hos  Wayback Machine
- Henrik Hertz: Udvalgte Dramatiske Værker, bind 1, 1897. Læs teksten: bind 1 Arkiveret 28. april 2018 hos  Wayback Machine, bind 2 Arkiveret 28. april 2018 hos  Wayback Machine, bind 5 Arkiveret 28. april 2018 hos  Wayback Machine, bind 6 Arkiveret 28. april 2018 hos  Wayback Machine, bind 7 Arkiveret 28. april 2018 hos  Wayback Machine, bind 8 Arkiveret 28. april 2018 hos  Wayback Machine,
- Knud Hjortø: Den Gule Krønnike, 1923. Læs teksten Arkiveret 28. april 2018 hos  Wayback Machine
- Knud Hjortø: Drømmen Om Kvinden, 1928. Læs teksten Arkiveret 28. april 2018 hos  Wayback Machine
- Knud Hjortø: Faust, 1921. Læs teksten Arkiveret 28. april 2018 hos  Wayback Machine
- Knud Hjortø: Fru Herta, 1914. Læs teksten Arkiveret 28. april 2018 hos  Wayback Machine
- Knud Hjortø: Grøn Ungdom Og Grå Sjæle, 1911. Læs teksten Arkiveret 28. april 2018 hos  Wayback Machine
- Knud Hjortø: Hans Heilums Nat, 1924. Læs teksten Arkiveret 28. april 2018 hos  Wayback Machine
- Knud Hjortø: Hans Råskov, Det Schubotheske Forlag, 1906. Læs teksten Arkiveret 28. april 2018 hos  Wayback Machine
- Knud Hjortø: Indensogns Og Udensogns Noveller, 1919. Læs teksten Arkiveret 28. april 2018 hos  Wayback Machine
- Knud Hjortø: Kraft, 1902. Læs teksten
- Knud Hjortø: Kærligheds Spind, 1928. Læs teksten Arkiveret 28. april 2018 hos  Wayback Machine
- Knud Hjortø: Støv Og Stjærner, Schubothe, 1904. Læs teksten Arkiveret 28. april 2018 hos  Wayback Machine
- Knud Hjortø: Svundne Somre Og Gamle Vintre, 1931. Læs teksten Arkiveret 28. april 2018 hos  Wayback Machine
- Knud Hjortø: Syner, Borgen, 2003. Læs teksten Arkiveret 28. april 2018 hos  Wayback Machine
- Knud Hjortø: To Verdener, 1905. Læs teksten Arkiveret 28. april 2018 hos  Wayback Machine
- Knud Hjortø: To verdener, Borgen, 2008. Læs teksten Arkiveret 28. april 2018 hos  Wayback Machine
- Knud Hjortø: Ud for Skrænten, 1922. Læs teksten Arkiveret 28. april 2018 hos  Wayback Machine
- Knud Hjortø: Under Det Svindende Lys, Nyt Nordisk Forlag Arnold Busck, 1933. Læs teksten Arkiveret 28. april 2018 hos  Wayback Machine
- Ludvig Holberg: Moralske Tanker, Borgen, 1992. Læs teksten Arkiveret 28. april 2018 hos  Wayback Machine
- Ludvig Holberg: Seks komedier, Borgen, 1994. Læs teksten Arkiveret 28. april 2018 hos  Wayback Machine
- Ludvig Holberg: Værker, Rosenkilde og Bagger, 1969-1971. Læs teksten: bind 1 Arkiveret 28. april 2018 hos  Wayback Machine, bind 2 Arkiveret 28. april 2018 hos  Wayback Machine, bind 3 Arkiveret 28. april 2018 hos  Wayback Machine, bind 4 Arkiveret 28. april 2018 hos  Wayback Machine, bind 5 Arkiveret 28. april 2018 hos  Wayback Machine, bind 6 Arkiveret 28. april 2018 hos  Wayback Machine, bind 7 Arkiveret 28. april 2018 hos  Wayback Machine, bind  8 Arkiveret 28. april 2018 hos  Wayback Machine, bind 9 Arkiveret 28. april 2018 hos  Wayback Machine, bind 10 Arkiveret 28. april 2018 hos  Wayback Machine, bind 11 Arkiveret 28. april 2018 hos  Wayback Machine, bind 12 Arkiveret 28. april 2018 hos  Wayback Machine
- C. Hostrup: Komedier Og Digte, 1954. Læs teksten Arkiveret 28. april 2018 hos  Wayback Machine
- B. S. Ingemann: Erik Mentveds Barndom, 1911-1912. Læs teksten Arkiveret 28. april 2018 hos  Wayback Machine
- B. S. Ingemann: Fjorten Eventyr og Fortællinger, Borgen, 1989. Læs teksten Arkiveret 28. april 2018 hos  Wayback Machine
- B. S. Ingemann: Holger Danske, 1893. Læs teksten Arkiveret 28. april 2018 hos  Wayback Machine
- B. S. Ingemann: Kong Erik og de Fredløse, 1911-1912. Læs teksten Arkiveret 28. april 2018 hos  Wayback Machine
- B. S. Ingemann: Landsbybørnene, Bd. 1, Det danske Forlag, 1943. Læs teksten Arkiveret 28. april 2018 hos  Wayback Machine
- B. S. Ingemann: Landsbybørnene, Bd. 2, Det danske Forlag, 1943. Læs teksten Arkiveret 28. april 2018 hos  Wayback Machine
- B. S. Ingemann: Prins Otto af Danmark og hans Samtid, 1911-1912. Læs teksten Arkiveret 28. april 2018 hos  Wayback Machine
- B. S. Ingemann: Procne, Boas Brünnich, 1813. Læs teksten Arkiveret 28. april 2018 hos  Wayback Machine
- B. S. Ingemann: Valdemar Seier, Borgen, 1987. Læs teksten Arkiveret 28. april 2018 hos  Wayback Machine
- J. P. Jacobsen: Fru Marie Grubbe, Borgen, 1989. Læs teksten Arkiveret 28. april 2018 hos  Wayback Machine
- J. P. Jacobsen: Lyrik og prosa, Borgen, 1993. Læs teksten Arkiveret 28. april 2018 hos  Wayback Machine
- J. P. Jacobsen: Niels Lyhne, Borgen, 1995. Læs teksten Arkiveret 28. april 2018 hos  Wayback Machine
- J. P. Jacobsen: Samlede Værker I, 1924-29. Læs teksten: bind 1 Arkiveret 28. april 2018 hos  Wayback Machine,bind 2 Arkiveret 28. april 2018 hos  Wayback Machine, bind 3 Arkiveret 28. april 2018 hos  Wayback Machine, bind 4 Arkiveret 28. april 2018 hos  Wayback Machine, bind 5 Arkiveret 28. april 2018 hos  Wayback Machine
- Jørgen-Frantz Jacobsen: Barbara, Gyldendal, 1939. Læs teksten Arkiveret 28. april 2018 hos  Wayback Machine
- Jørgen-Frantz Jacobsen: Nordiske Kroniker, 1943. Læs teksten Arkiveret 28. april 2018 hos  Wayback Machine
- Erna Juel-Hansen: En Ung Dames Historie, 1888. Læs teksten Arkiveret 28. april 2018 hos  Wayback Machine
- Erna Juel-Hansen: Sex Noveller, 1885. Læs teksten Arkiveret 28. april 2018 hos  Wayback Machine
- H. V. Kaalund: Fulvia, 1891. Læs teksten Arkiveret 28. april 2018 hos  Wayback Machine
- H. V. Kaalund: Samlede Digte, 1898. Læs teksten Arkiveret 28. april 2018 hos  Wayback Machine
- Harald Kidde: Aage Og Else - Døden -, 1902-03. Læs teksten Arkiveret 28. april 2018 hos  Wayback Machine
- Harald Kidde: Aage Og Else - Livet -, 1902-03. Læs teksten Arkiveret 28. april 2018 hos  Wayback Machine
- Harald Kidde: Helten, Gyldendal, 1926. Læs teksten Arkiveret 28. april 2018 hos  Wayback Machine
- Harald Kidde: Jærnet, Borgenisamarbejde med Nyt Dansk Litteraturselskab, 1990. Læs teksten Arkiveret 28. april 2018 hos  Wayback Machine
- Søren Kierkegaard: Begrebet Angest, Borgen, 1991. Læs teksten Arkiveret 28. april 2018 hos  Wayback Machine
- Søren Kierkegaard: Dagbøger i udvalg 1834-1846, Borgen, 1992. Læs teksten Arkiveret 28. april 2018 hos  Wayback Machine
- Søren Kierkegaard: Frygt og Bæven Sygdommen til Døden Taler, Borgen, 1994. Læs teksten Arkiveret 28. april 2018 hos  Wayback Machine
- Thomas Kingo: Digtning i udvalg, Borgen, 1995. Læs teksten Arkiveret 28. april 2018 hos  Wayback Machine
- Thomas Kingo: Samlede Skrifter, Munksgaard, 1939-74.. Læs teksten: bind 1 Arkiveret 28. april 2018 hos  Wayback Machine, bind 2 Arkiveret 28. april 2018 hos  Wayback Machine, bind 3 Arkiveret 28. april 2018 hos  Wayback Machine, bind 4 Arkiveret 28. april 2018 hos  Wayback Machine, bind 5 Arkiveret 28. april 2018 hos  Wayback Machine
- Jakob Knudsen: Digte, 1938. Læs teksten Arkiveret 28. april 2018 hos  Wayback Machine
- Jakob Knudsen: Gjæring · Afklaring, Borgen, 1988. Læs teksten Arkiveret 28. april 2018 hos  Wayback Machine
- Jakob Knudsen: Martin Luther, 1915. Læs teksten Arkiveret 28. april 2018 hos  Wayback Machine
- Jakob Knudsen: Romaner og Fortællinger, 1917. Læs teksten: bind 1a Arkiveret 28. april 2018 hos  Wayback Machine, bind 1b Arkiveret 28. april 2018 hos  Wayback Machine, bind 1c Arkiveret 28. april 2018 hos  Wayback Machine, bind 2a Arkiveret 28. april 2018 hos  Wayback Machine, bind 2b Arkiveret 28. april 2018 hos  Wayback Machine, bind 3a Arkiveret 28. april 2018 hos  Wayback Machine, bind 3b Arkiveret 28. april 2018 hos  Wayback Machine, bind 4a Arkiveret 28. april 2018 hos  Wayback Machine, bind 4b Arkiveret 28. april 2018 hos  Wayback Machine, bind 5a Arkiveret 28. april 2018 hos  Wayback Machine, bind 5b Arkiveret 28. april 2018 hos  Wayback Machine
- Knud Knudsen-Hjortø: Folk, 1903. Læs teksten Arkiveret 28. april 2018 hos  Wayback Machine
- Karl Larsen: Aksel Halcks Optegnelser, 1902. Læs teksten Arkiveret 28. april 2018 hos  Wayback Machine
- Karl Larsen: Cirkler, 1893. Læs teksten Arkiveret 28. april 2018 hos  Wayback Machine
- Karl Larsen: Daniel — Daniela, M.P.Madsens Boghandel, 1922. Læs teksten Arkiveret 28. april 2018 hos  Wayback Machine
- Karl Larsen: De, Der Tog Hjemmefra, Gyldendalske Boghandel. Nordisk Forlag, 1912-1914. Læs teksten:  bind 1, bind 2 Arkiveret 28. april 2018 hos  Wayback Machine, bind 3 Arkiveret 28. april 2018 hos  Wayback Machine, bind 4 Arkiveret 28. april 2018 hos  Wayback Machine
- Karl Larsen: Det Springende Punkt, 1911. Læs teksten Arkiveret 28. april 2018 hos  Wayback Machine
- Karl Larsen: Doktor Ix — En roman, Gyldendalske Boghandels Forlag, 1896. Læs teksten Arkiveret 28. april 2018 hos  Wayback Machine
- Karl Larsen: Dommens Dag, 1908. Læs teksten Arkiveret 28. april 2018 hos  Wayback Machine
- Karl Larsen: En Kvindes Skriftemaal, 1901. Læs teksten Arkiveret 28. april 2018 hos  Wayback Machine
- Karl Larsen: Krig Kultur Og Danmark, Gyldendalske Boghandel, Nordisk Forlag, 1916. Læs teksten Arkiveret 28. april 2018 hos  Wayback Machine
- Karl Larsen: Kvinder, Gyldendalske Boghandels Forlag, 1889. Læs teksten Arkiveret 28. april 2018 hos  Wayback Machine
- Karl Larsen: Københavnerfortællinger, Borgen, 1987. Læs teksten Arkiveret 28. april 2018 hos  Wayback Machine
- Karl Larsen: Levende Musik Mekanisk Musik, 1931. Læs teksten Arkiveret 28. april 2018 hos  Wayback Machine
- Karl Larsen: Militarismens Fallit, Nyt Nordisk Forlag, 1919. Læs teksten Arkiveret 28. april 2018 hos  Wayback Machine
- Karl Larsen: Seksten Aar, 1900. Læs teksten Arkiveret 28. april 2018 hos  Wayback Machine
- Karl Larsen: Set Og Tænkt, Erslev & Hasselbalchs ForlagScheteligs Boghandel, 1915. Læs teksten Arkiveret 28. april 2018 hos  Wayback Machine
- Karl Larsen: Set Og Tænkt, Erslev & Hasselbalchs ForlagScheteligs Boghandel, 1915. Læs teksten Arkiveret 28. april 2018 hos  Wayback Machine
- Karl Larsen: Under Vor Sidste Krig, Gyldendal, 1897. Læs teksten Arkiveret 28. april 2018 hos  Wayback Machine
- Thøger Larsen: Fire digtsamlinger 1904-1912, Borgen, 1995. Læs teksten Arkiveret 28. april 2018 hos  Wayback Machine
- C. C. Lyschander: Digtning, 1989. Læs teksten Arkiveret 28. april 2018 hos  Wayback Machine
- Sophus Michaëlis: Den Evige Søvn, 1912. Læs teksten Arkiveret 28. april 2018 hos  Wayback Machine
- Sophus Michaëlis: Digte, 1889. Læs teksten Arkiveret 28. april 2018 hos  Wayback Machine
- Sophus Michaëlis: Giovanna, 1901. Læs teksten Arkiveret 28. april 2018 hos  Wayback Machine
- Sophus Michaëlis: Hellener Og Barbar, 1914. Læs teksten Arkiveret 28. april 2018 hos  Wayback Machine
- Sophus Michaëlis: Himmelskibet, Gyldendal, 1921. Læs teksten Arkiveret 28. april 2018 hos  Wayback Machine
- Sophus Michaëlis: Revolutionsbryllup, Gyldendal, 1906. Læs teksten Arkiveret 28. april 2018 hos  Wayback Machine
- Sophus Michaëlis: Solblomster, Gyldendal, 1893. Læs teksten Arkiveret 28. april 2018 hos  Wayback Machine
- Sophus Michaëlis: Vanemennesker, Jacob H. Mansas Forlag, 1892. Læs teksten Arkiveret 28. april 2018 hos  Wayback Machine
- Sophus Michaëlis: æbelø, 1895. Læs teksten Arkiveret 28. april 2018 hos  Wayback Machine
- Gustaf Munch-Petersen: et indiskret svar paa et diskret spørgsmaal, Læs teksten Arkiveret 28. april 2018 hos  Wayback Machine
- Gustaf Munch-Petersen: samlede skrifter I, Borgen, 1988. Læs teksten Arkiveret 28. april 2018 hos  Wayback Machine
- Gustaf Munch-Petersen: samlede skrifter II, Borgen, 1988. Læs teksten Arkiveret 28. april 2018 hos  Wayback Machine
- Poul Martin Møller: Skrifter I Udvalg, 1930. Læs teksten Arkiveret 28. april 2018 hos  Wayback Machine
- Poul Martin Møller: Skrifter I Udvalg, 1930. Læs teksten Arkiveret 28. april 2018 hos  Wayback Machine
- Peter Nansen: Brødrene Menthe, Gyldendal, 1916. Læs teksten Arkiveret 28. april 2018 hos  Wayback Machine
- Peter Nansen: Samlede Skrifter bind 1, Gyldendal, 1908-09. Læs teksten: bind 1 Arkiveret 28. april 2018 hos  Wayback Machine, bind 2 Arkiveret 28. april 2018 hos  Wayback Machine, bind 3 Arkiveret 28. april 2018 hos  Wayback Machine
- Adam Oehlenschläger: Helge Et Digt, Borgen, 1996. Læs teksten Arkiveret 28. april 2018 hos  Wayback Machine
- Adam Oehlenschläger: Poetiske Skrifter I, 1926-1930. Læs teksten: bind 1 Arkiveret 28. april 2018 hos  Wayback Machine, bind 2 Arkiveret 28. april 2018 hos  Wayback Machine, bind 3 Arkiveret 28. april 2018 hos  Wayback Machine, bind 4 Arkiveret 28. april 2018 hos  Wayback Machine, bind 5 Arkiveret 28. april 2018 hos  Wayback Machine
- Peder Palladius: Danske Skrifter, H.H. Thiele, 1911-1926. bind 1 Arkiveret 28. april 2018 hos  Wayback Machine, bind 2 Arkiveret 28. april 2018 hos  Wayback Machine, bind 3 Arkiveret 28. april 2018 hos  Wayback Machine, bind 4 Arkiveret 28. april 2018 hos  Wayback Machine, bind 5 Arkiveret 28. april 2018 hos  Wayback Machine
- Fr. Paludan-Müller: Dandserinden, Borgen, 1991. Læs teksten Arkiveret 28. april 2018 hos  Wayback Machine
- Fr. Paludan-Müller: Poetiske Skrifter I Udvalg I. Bind, 1909. bind 1 Arkiveret 28. april 2018 hos  Wayback Machine, bind 2 Arkiveret 28. april 2018 hos  Wayback Machine, bind 3 Arkiveret 28. april 2018 hos  Wayback Machine
- Carl Ploug: Samlede Digte, 1876. Læs teksten Arkiveret 28. april 2018 hos  Wayback Machine
- Adda Ravnkilde: Judith Fürste, 1884. Læs teksten Arkiveret 28. april 2018 hos  Wayback Machine
- Adda Ravnkilde: To Fortællinger, Gyldendal, 1884. Læs teksten Arkiveret 28. april 2018 hos  Wayback Machine
- Chr. Richardt: Samlede Digte Af Chr. Richardt. Første Deel, 1895. Læs teksten Arkiveret 28. april 2018 hos  Wayback Machine
- Chr. Richardt: Samlede Digte. Anden Deel, 1895. Læs teksten Arkiveret 28. april 2018 hos  Wayback Machine
- Chr. Richardt: Samlede Digte. Tredje Deel, 1895. Læs teksten Arkiveret 28. april 2018 hos  Wayback Machine
- Helge Rode: Ariel. En Digtsamling, 1914. Læs teksten Arkiveret 28. april 2018 hos  Wayback Machine
- Helge Rode: Den Stille Have, 1922. Læs teksten Arkiveret 28. april 2018 hos  Wayback Machine
- Helge Rode: Den Vilde Rose, Gyldendal, 1931. Læs teksten Arkiveret 28. april 2018 hos  Wayback Machine
- Helge Rode: Det Sjælelige Gennembrud, Gyldendal, 1928. Læs teksten Arkiveret 28. april 2018 hos  Wayback Machine
- Helge Rode: Det Store Forlis, 1917. Læs teksten Arkiveret 28. april 2018 hos  Wayback Machine
- Helge Rode: Digte, 1896. Læs teksten Arkiveret 28. april 2018 hos  Wayback Machine
- Helge Rode: Hvide Blomster, 1892. Læs teksten Arkiveret 28. april 2018 hos  Wayback Machine
- Helge Rode: Krig Og Aand, Gyldendalske Boghandel, 1917. Læs teksten Arkiveret 28. april 2018 hos  Wayback Machine
- Helge Rode: Moderen, 1920. Læs teksten Arkiveret 28. april 2018 hos  Wayback Machine
- Helge Rode: Pladsen Med De Grønne Trær, Gyldendalske Boghandel. Nordisk Forlag, 1924. Læs teksten Arkiveret 28. april 2018 hos  Wayback Machine
- Helge Rode: Regenerationen I Vort Aandsliv, Gyldendalske Boghandel. Nordisk Forlag, 1923. Læs teksten Arkiveret 28. april 2018 hos  Wayback Machine
- Helge Rode: Stefan Borgs Hjem, 1901. Læs teksten Arkiveret 28. april 2018 hos  Wayback Machine
- Saxo: Saxos Danmarkshistorie, Gad, 2000. Læs teksten Arkiveret 28. april 2018 hos  Wayback Machine
- Hans Egede Schack: Phantasterne, Borgen, 1993. Læs teksten Arkiveret 28. april 2018 hos  Wayback Machine
- Sophus Schandorph: Fortællinger Første Bind, 1901. bind 1 Arkiveret 28. april 2018 hos  Wayback Machine, bind 2 Arkiveret 28. april 2018 hos  Wayback Machine
- Sophus Schandorph: Romaner Første Bind, 1904-05. bind 1 Arkiveret 28. april 2018 hos  Wayback Machine, bind 2 Arkiveret 28. april 2018 hos  Wayback Machine, bind 3 Arkiveret 28. april 2018 hos  Wayback Machine, bind 4 Arkiveret 28. april 2018 hos  Wayback Machine, bind 5 Arkiveret 28. april 2018 hos  Wayback Machine, bind 6 Arkiveret 28. april 2018 hos  Wayback Machine,
- F. C. Sibbern: Efterladte Breve, Borgen, 1998. Læs teksten Arkiveret 28. april 2018 hos  Wayback Machine
- F. C. Sibbern: Gabrielis` Breve, Holbergselskabet af 23. september, 19271927. Læs teksten Arkiveret 28. april 2018 hos  Wayback Machine
- Johan Skjoldborg: Arbejdets Personlighedsværdi, 1920. Læs teksten Arkiveret 28. april 2018 hos  Wayback Machine
- Johan Skjoldborg: Dynæs Digte, Gyldendalske Boghandel, Nordisk Forlag, 1915. Læs teksten Arkiveret 28. april 2018 hos  Wayback Machine
- Johan Skjoldborg: En Stridsmand Fortælling, 1896. Læs teksten Arkiveret 28. april 2018 hos  Wayback Machine
- Johan Skjoldborg: Gyldholm, 1902. Læs teksten Arkiveret 28. april 2018 hos  Wayback Machine
- Johan Skjoldborg: Nye Mænd, 1917. Læs teksten Arkiveret 28. april 2018 hos  Wayback Machine
- Johan Skjoldborg: Præsten I Løgum, 1921-22.. Læs teksten Arkiveret 28. april 2018 hos  Wayback Machine
- Johan Skjoldborg: Præsten I Løgum. Fortælling, 1921-22.. Læs teksten Arkiveret 28. april 2018 hos  Wayback Machine
- Johan Skjoldborg: Slægten, 1925. Læs teksten Arkiveret 28. april 2018 hos  Wayback Machine
- Erik Skram: Gertrude Coldbjørnsen, Borgen, 1987. Læs teksten Arkiveret 28. april 2018 hos  Wayback Machine
- A. W. Schack von Staffeldt: Samlede digte, C.A. Reitzel, 2001. Læs teksten: bind 1 Arkiveret 28. april 2018 hos  Wayback Machine, bind 2 Arkiveret 28. april 2018 hos  Wayback Machine
- Henrich Steffens: Indledning til philosophiske Forelæsninger, C.A. Reitzel, 1996. Læs teksten Arkiveret 28. april 2018 hos  Wayback Machine
- Henrich Steffens: Was ich erlebte. Bd 1, Josef Mar, 1840-44. Læs teksten: bind 1  Arkiveret 28. april 2018 hos  Wayback Machine, bind 2 Arkiveret 28. april 2018 hos  Wayback Machine, bind 3 Arkiveret 28. april 2018 hos  Wayback Machine, bind 4 Arkiveret 28. april 2018 hos  Wayback Machine, bind 5 Arkiveret 28. april 2018 hos  Wayback Machine, bind 6 Arkiveret 28. april 2018 hos  Wayback Machine, bind 7 Arkiveret 28. april 2018 hos  Wayback Machine, bind 8 Arkiveret 28. april 2018 hos  Wayback Machine, bind 9 Arkiveret 28. april 2018 hos  Wayback Machine, bind 10 Arkiveret 28. april 2018 hos  Wayback Machine
- Hans Christensen Sthen: Skrifter I En liden Vandrebog, C.A. Reitzel, 1994. Læs teksten Arkiveret 28. april 2018 hos  Wayback Machine
- Ambrosius Stub: Digte, Rosenkilde og Bagger, 1972. Læs teksten: bind 1 Arkiveret 28. april 2018 hos  Wayback Machine, bind 2 Arkiveret 28. april 2018 hos  Wayback Machine
- Viggo Stuckenberg: Samlede Værker, 1910-11. Læs teksten: bind 1 Arkiveret 28. april 2018 hos  Wayback Machine, bind 2 Arkiveret 28. april 2018 hos  Wayback Machine, bind 3 Arkiveret 28. april 2018 hos  Wayback Machine
- Hans Thomissøn: Den danske Psalmebog met mange Christelige Psalmer, Laurenz Benedicht, (1969). Læs teksten Arkiveret 28. april 2018 hos  Wayback Machine
- Vilhelm Topsøe: Udvalgte Skrifter, 1923. Læst teksten: bind 1 Arkiveret 28. april 2018 hos  Wayback Machine, bind 2 Arkiveret 28. april 2018 hos  Wayback Machine
- Leonora Christina Ulfeldt: Jammers Minde Og Andre Selvbiografiske Skildringer, Rosenkilde og Bagger, 1949. Læs teksten Arkiveret 28. april 2018 hos  Wayback Machine
- Leonora Christina Ulfeldt: Jammers Minde, C.A. Reitzel, 1998. Læs teksten Arkiveret 28. april 2018 hos  Wayback Machine
- Johan Herman Wessel: Anno 7603, 1785. Læs teksten Arkiveret 28. april 2018 hos  Wayback Machine
- Johan Herman Wessel: Lykken bedre end Forstanden, [s.a.]. Læs teksten Arkiveret 28. april 2018 hos  Wayback Machine
- Johan Herman Wessel: Samlede Digte, 1901. Læs teksten Arkiveret 28. april 2018 hos  Wayback Machine
- Gustav Wied: Romaner Noveller Skuespil 1, Rosenkilde og Bagger, 1966-. Læs teksten: bind 1 Arkiveret 28. april 2018 hos  Wayback Machine, bind 2 Arkiveret 28. april 2018 hos  Wayback Machine, bind 3 Arkiveret 28. april 2018 hos  Wayback Machine, bind 4, bind 5 Arkiveret 28. april 2018 hos  Wayback Machine, bind 6 Arkiveret 28. april 2018 hos  Wayback Machine, bind 7 Arkiveret 28. april 2018 hos  Wayback Machine, bind 8 Arkiveret 28. april 2018 hos  Wayback Machine, bind 9 Arkiveret 28. april 2018 hos  Wayback Machine, bind 10 Arkiveret 28. april 2018 hos  Wayback Machine, bind 11  Arkiveret 28. april 2018 hos  Wayback Machine, bind 12 Arkiveret 28. april 2018 hos  Wayback Machine
- Christian Winther: Poetiske Skrifter 1, Holbergselskabet af 23. september, 1927. Læs teksten: bind 1 Arkiveret 28. april 2018 hos  Wayback Machine, bind 2 Arkiveret 28. april 2018 hos  Wayback Machine, bind 3 Arkiveret 28. april 2018 hos  Wayback Machine
- Jacob Worm: Skrifter, 1968-1994.  Læs teksten: bind 1 Arkiveret 28. april 2018 hos  Wayback Machine, bind 2 Arkiveret 28. april 2018 hos  Wayback Machine, bind 3 Arkiveret 28. april 2018 hos  Wayback Machine, bind 4 Arkiveret 28. april 2018 hos  Wayback Machine

## Ophavsret
Grundet 70-års-klausulen i den danske lov om ophavsret kan ADL først give adgang til tekster, når en forfatter har været død i 70 år. Der kan således først gives adgang til nye forfattere i takt med at 70-års grænsen rykker. Oplægning af nye forfatterskaber afventer en ny plan.